# Arsenat
Un arsenat és qualsevol compost inorgànic que conté un ió arsenat [AsO₄]3-. També és qualsevulla sal de l'àcid arsènic; són substàncies cristal·lines i incolores. A l'aigua es dissolen solament els arsenats dels metalls alcalins i de l'amoni.
L'àtom d'arsènic en l'arsenat té una valència de 5 i també es coneix com a arsènic pentavalent o As[V]. L'arsenat té similituds amb el fosfat en molts aspectes, donat que l'arsènic i el fòsfor apareixen en la mateixa columna de la taula periòdica.
Els arsenats són moderadament oxidants, amb un potencial d'elèctrode de +0.56 per la reducció a arsenits.

## Presentació en minerals
Els arsenats es troben de manera natural en una gran varietat de minerals. Aquest minerals poden contenir arsenats hidratats o anhidres. Al contrari que els fosfats, els arsenats no es perden dels minerals durant la meteorització. Alguns exemples de minerals que contenen arsenats inclouen l'adamita, l'alarsita, l'annabergita, l'eritrita i la legrandita.

## Ions
- En condicions fortament àcides existeix com àcid arsènic, H₃AsO₄;
- En condicinos poc àcides existeix com ió arsenat de dihidrogen, H₂AsO₄−;
- En condicions feblement àcides existeix com ió arsenat d'hidrogen HAsO₄2−;
- En condicions fortament bàsiques, existeix comióarsenat AsO₄3−.

## Enverinament per arsenat
L'arsenat pot substituir el fosfat inorgànic en el pas de la glicòlisi que produeix 1,3-bisfosfoglicerat a partir de gliceraldehid 3-fosfat. Això proporciona 1-arseno-3-fosfoglicerat, el qual és inestable i ràpidament s'hidrolitza, formant, 3-fosfoglicerat. Per tant, continua la glicòlisi, però la molècula d'ATP es perd - l'arsenat no s'acobla a la glicòlisi cosa que explica la seva toxicitat.
Com d'altres compostos d'arsènic, l'arsenat també pot inhibi la conversió de piruvat cap a acetil-CoA, blocant el cicle de Krebs i donant una posterior pèrdua d'ATP.

## Bacteris que usen i generen arsenat
Algunes espècies de bacteris obtenen la seva energia oxidant diversos combustibles mentre redueixen arsenats per formar arsenits. Els enzims inplicat esconeixen com arsenat reductasa.
L'any 2008, es van descobrir bacteris que feien servir una versió de la fotosíntesi amb arsenits com donadors d'electrons, produint arsenats.
L'any 2010, un equip de la NASA (NASA Astrobiology Institute) va cultivar mostres de bacteris GFAJ-1 resistents a l'arsenat del Llac Mono i els resultats obtinguts van suggerir que els bacteris podien incorporar parcialment arsenat substituint el fosfat en algunes biomolècules, incloent l'ADN, tanmateix això va ser immediatament posats en dubte i criticats en la mateixa revista científica on s'havia publicat, i des d'aleshores no es creu que s'hagi demostrat la incorporació a les biomolècules d'arsenta en lloc del fosfat.